# Kaneelbruine brilvogel
De kaneelbruine brilvogel (Hypocryptadius cinnamomeus) is een zangvogel die alleen voorkomt in de Filipijnen.

## Kenmerken
De kaneelbruine brilvogel is een brilvogel van gemiddelde grootte. De geslachten lijken sterk op elkaar. De bovendelen van deze soort zijn kaneelkleurig, waarbij de buitenste veren van de staart en vleugel een zwartachtig randje hebben. De hals en de borst zijn wat geelachtig kaneelkleurig, de buik en de onderkant van de staart zijn geelachtig wit. De snavel en poten zijn grijs, de ogen kastanjebruin.
Deze soort wordt inclusief staart 15 centimeter en heeft een vleugellengte van 8,5 centimeter.

## Verspreiding en leefgebied
De kaneelbruine brilvogel komt alleen voor op het eiland Mindanao in het zuiden van de Filipijnen en is daar te vinden boven 1000 meter hoogte op Mount Apo, Mount Busa, Mount Hilong-Hilong, het Kitangladgebergte, Mount Malindang, Mount Mayo, Mount Puting Bato en de bergen van Misamis Oriental. Deze brilvogel leeft in groepen van de eigen soort of samen met andere vogels zoals met de bergbrilvogels, de blauwkopwaaierstaart, de ornaatmees en de Noordse boszanger.

## Voedsel
Deze vogel eet voornamelijk insecten die worden gegeten van de bladeren en takken van de bossen waarin ze leven.

## Voortplanting
Exemplaren van de kaneelbruine brilvogel met vergrote gonaden zijn waargenomen in de maanden februari tot en met mei. Over het nest en de eieren is niets bekend.